# 埃莉诺·罗斯福
安娜·埃莉诺·罗斯福（英語：Anna Eleanor Roosevelt，1884年10月11日—1962年11月7日）是一位美国政治人物。第32任美國總統富蘭克林·德拉諾·羅斯福之妻，从1933年3月至1945年4月羅斯福经历四个总统任期，因此埃莉诺·罗斯福也是美国任职时间最长的第一夫人。二戰後她出任美國首任駐聯合國大使，並主導起草了聯合國的《世界人權宣言》。同時也是女性主義者，并大力提倡保護人權。哈里·S·杜鲁门总统在赞扬她的人权成就时称她为“世界第一夫人”。

## 生平

### 简述
埃莉诺·罗斯福出身於紐約州下部顯赫的罗斯福家族，其祖先在17世紀紐約仍為荷蘭殖民地新尼德蘭的時候便到達了這裡。埃莉诺的祖父是老西奧多·羅斯福（1831-1878），是紐約的大企業家及慈善家，老西奧多共育有兩子兩女，長子為泰迪·羅斯福，即後來的美國總統老羅斯福，次子是埃莉诺的父親埃利奥特·罗斯福。作为罗斯福和利文斯顿（Livingston）家族的一员，她有一个不幸的童年，她的父母和一个弟弟在她很小的时候去世。 15岁时，她在伦敦的阿倫伍德（Allenwood）学院学习，校长Marie Souvestre是一个女权主义者，对埃莉诺影响很深。回到美国后，1905年埃莉诺嫁给了远房堂叔富兰克林·德拉诺·罗斯福，尽管富兰克林的母亲十分反对该婚事。富兰克林因为脊髓灰質炎局部瘫痪后埃莉诺说服他继续从政。富兰克林当选纽约州长后，埃莉诺经常代表他公开露面。
尽管她的晚年广受尊重，罗斯福仍然因为她的坦率而成为一个有争议的第一夫人，尤其是她在种族问题上的立场。她是第一个举办新闻发布会的总统配偶，并在全国党代表大会发言。有几次，她公开表示不同意丈夫的政策。她在西弗吉尼亚州为失业的矿工家庭推出了一个试点社区，后来被广泛认为是一个失败的尝试。她倡导在工作场所扩大妇女角色，并为非裔美国人和亚裔美国人和二战难民争取公民权利。
她的丈夫去世后，埃莉诺依然活跃在政治舞台上。她成为美国驻联合国大使，并担任联合国人权委员会上主席，监督《世界人權宣言》的起草工作。后来，她成为肯尼迪政府婦女地位總統委員會的主席。她去世时，被视为“世界上最受尊敬的女人之一”和“几乎获得普遍尊重的对象”。1999年，她被排在盖洛普20世纪最受推崇的人物名单前十位。

### 早年生活
埃莉诺·罗斯福于1884年10月11日出生于曼哈顿西37街56号。在她年幼时期，别人更喜欢叫她埃莉诺。她是西奥多·罗斯福总统的侄女。她的妈妈给她取了个昵称“Granny”，原因在于尽管是一个孩子，但埃莉诺依然总是非常严肃的为人处事。她的母亲有时也会因为小埃莉诺的正直而陷入尴尬境地。

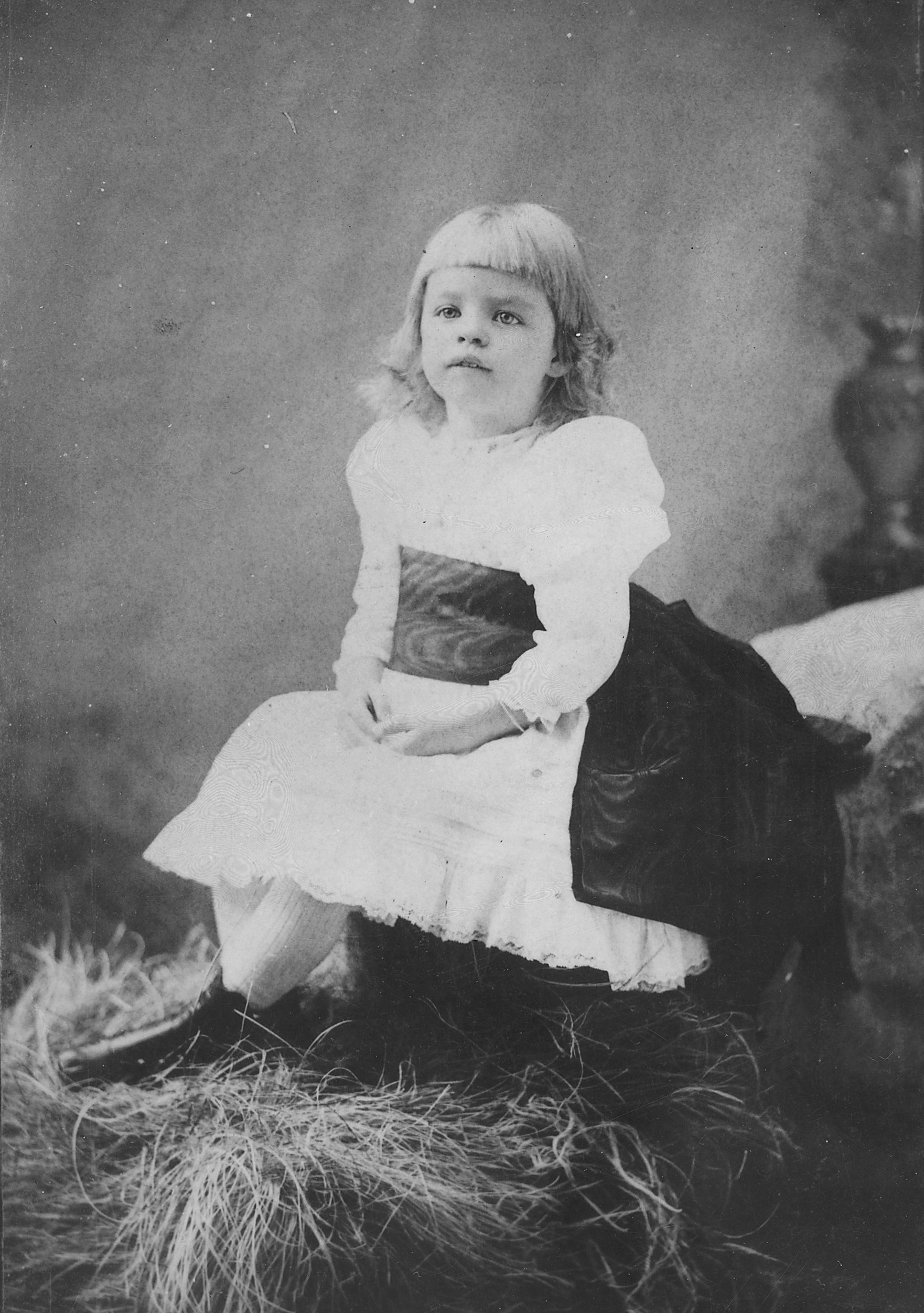
童年时期的埃莉诺

埃莉诺罗斯福有两个親弟弟，小艾略特·罗斯福和霍尔。她還有一個同父異母的弟弟，是她的父亲与家里的仆人私通所生，名字叫做艾略特·罗斯福·曼恩 (1891–1976)，她的家族作为纽约上层社会的一员，毫无疑问她是含着金汤勺出生的。
1892年11月7日，她的妈妈死于白喉，次年5月，她的弟弟小艾略特·罗斯福同样如此。此前她的父亲因为酒精成瘾而被送入疗养院，最终于1894年8月14日因戒酒性谵妄跳窗，尽管一开始逃过一劫，但是却死于随后的癫痫发作。埃莉诺罗斯福童年时压抑的生活经历让她在此后的生活中容易陷入到抑郁的情绪中。在一系列打击之后，她的弟弟霍尔也同样不幸酒精成瘾。在父亲去世之前，埃莉诺受其父亲委托，在她的弟弟生活中扮演母亲的角色。
埃莉诺·罗斯福非常关心弟弟，当他于1907年被格罗顿中学录取时，她作为他的监护人陪伴他出席仪式。在他上学期间，她几乎每天都会给他写信，尽管如此，她依然常常对于霍尔没有拥有一个完满的童年而感到愧疚。霍尔在学习生活中取得了一系列优异的成绩，包括取得了哈佛大学的工程学学位，埃莉诺·罗斯福深深的为他而骄傲。
在她的双亲去世后，她在她的外祖母一家的照料下生活。作为一个孩子，她缺少安全感，生活中缺少情感交流，并且一直自认为自己是一只“丑小鸭”。尽管如此，在她14岁时写下的文字中，她已经洞见的意识到一个人的潜力是不可以用外在的面貌来衡量的，她写道：“无论一位女性相貌多么平庸，只要她足够真挚、正直，那么她就可以吸引到所有人的目光。”

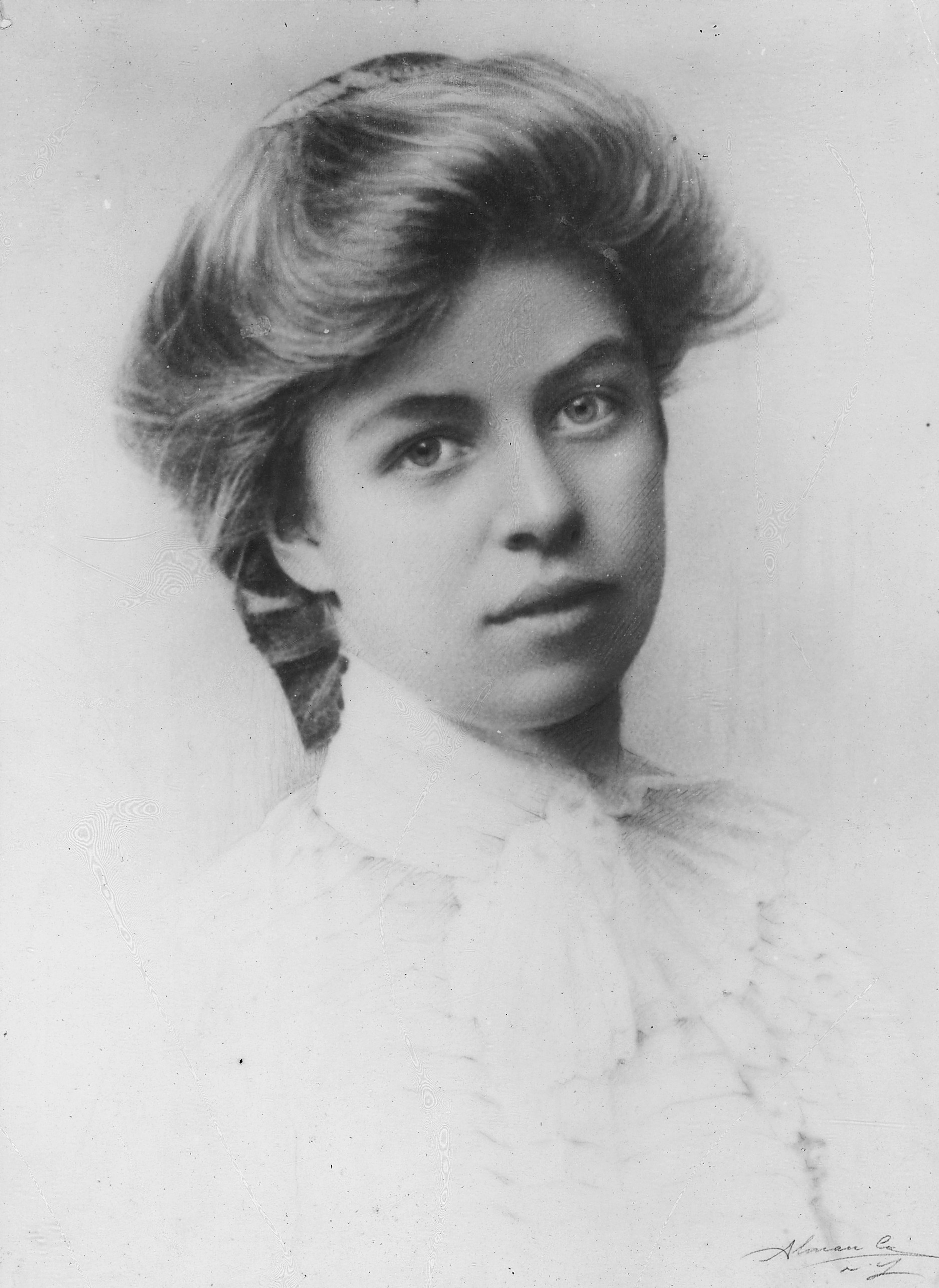
学生时代的埃莉诺

埃莉诺罗斯福在她的早期生活中一直受到非正式的教育，在她的姑妈安娜的鼓励下，15岁的她前往位于英国的艾伦伍德学院进修，在那里她度过了3年的学校时光（1899-1902）.女校长Marie Souvestre致力于将女性独立的思想培植在每一位学生中。Marie Souvestre对于年轻的埃莉诺格外关注，此时的埃莉诺已经可以流利的使用法语，并且相当的自信。Marie Souvestre和埃莉诺罗斯福一直保持通信联系，直到1905年5月Marie Souvestre去世。为了纪念这位女士，埃莉诺将她的一幅肖像放在了自己的书桌上，并且将两人的通信往来一直妥善的保留下来。埃莉诺的表弟科林·道格拉斯·罗宾逊（这位与埃莉诺共同在艾伦伍德学院进行了一个学年的学习）回忆说：“埃莉诺在学校中无处不在，每个人都非常的喜欢她。”埃莉诺一直希望可以在艾伦伍德学院继续学习，但是在1902年，她被祖母叫回了家，从这时起，她开始了自己的社交生活。
1902年，埃莉诺·罗斯福17岁，她完成了自己的学业并且回到了美国；1902年11月14日，在纽约华尔道夫酒店，她第一次接触了当时纽约上流社会的社交舞会。后来她曾经回忆起自己的这次经历，她评论道：“那次实在是糟透了。的确是一场舒适的派對，但是我一点也不能乐在其中。因为对于当时的一个女孩来说，如果她不认识在场参与派對的任何一位年轻人的话，那么这场派對对她来说一定会非常的难熬。对于那时的我来说，因为我在国外呆了好几年，所以我与几乎所有的纽约女孩都断了联系，这让我很难堪。”
埃莉诺·罗斯福曾经与刚刚建立不久的国际青年联盟协会共事，在东部贫民区教授舞蹈与健美体操。在埃莉诺的朋友同时也是该组织的建立者的玛丽·哈里曼的引介下，埃莉诺接触了这个组织，尽管当时的人们批评它是一个“把众多年轻女性带入社交场合的组织。”，但是埃莉诺并没有对此表示在意。

### 婚姻生活

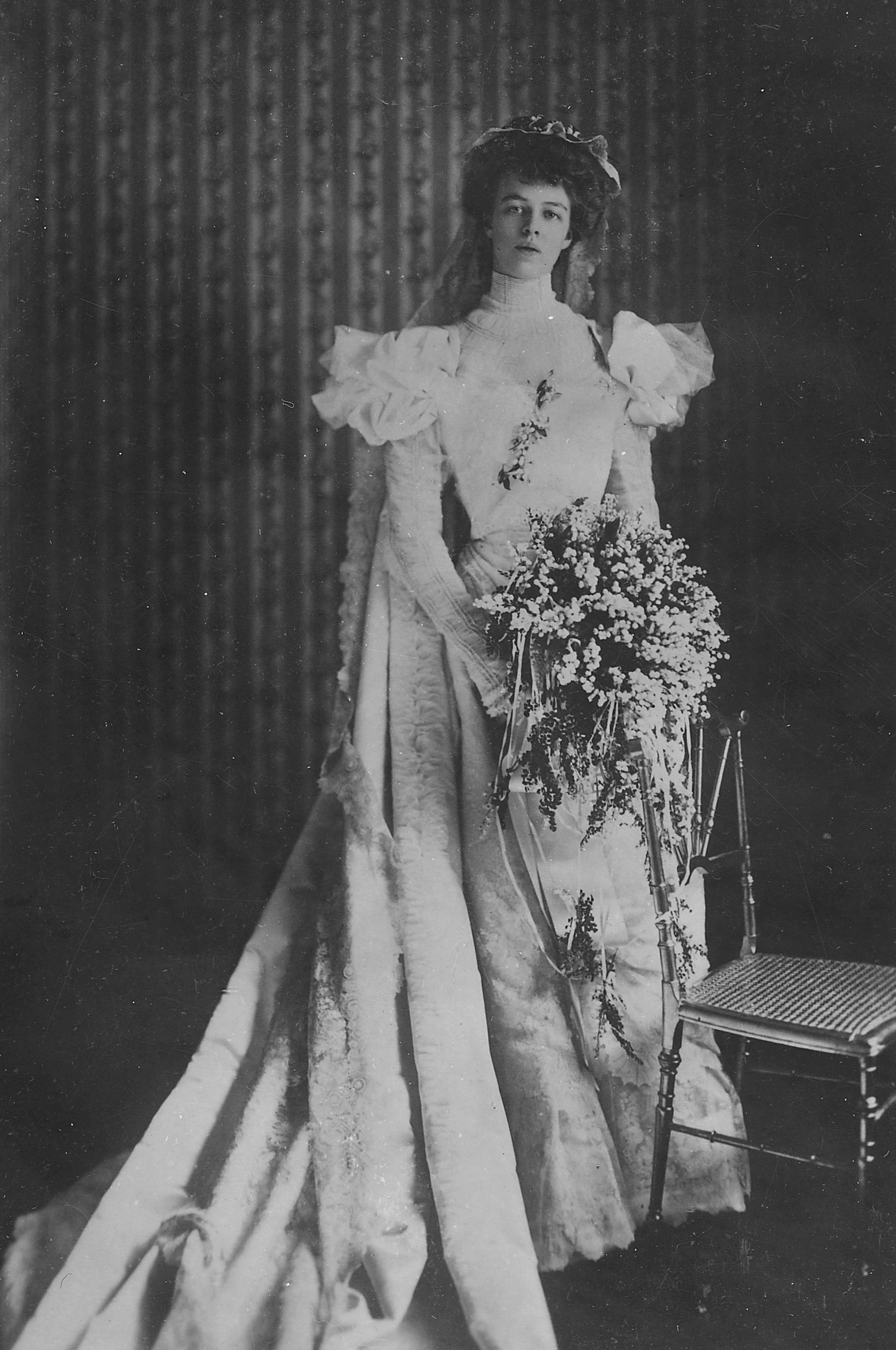
埃莉诺的婚纱照

1902年夏天，埃莉诺罗斯福在前往纽约的火车上遇到了她远房堂叔，富兰克林·德拉诺·罗斯福。两个人即刻陷入了热恋并且始终保持着密切联系，并且于1903年11月22日订婚。富兰克林·德拉诺·罗斯福的母亲莎拉·安·德拉诺反对两人的结合，并且迫使罗斯福保证这一订婚一年内不会对外公布。
“我知道这会让你很痛苦，”罗斯福在给他的母亲的信中写道“我从很久以前就知道我在想什么，而且我别无选择。”
1904年，莎拉带着她的儿子前往加勒比海地区度假，希望这短暂的分离可以让罗斯福冷静下来，但是他并没有因此而动摇。婚礼的日期与西奥多罗斯福总统的日程相契合，后者曾表示自己愿意送新娘一程，最终于1905年5月17日两人喜结连理。
婚礼由Endicott Peabody主持（富蘭克林·罗斯福在格罗顿中学上学时的校长），诶莉诺的表妹Corinne Douglas Robinson则是伴娘。时任总统西奥多·罗斯福的出席使得这一婚礼成为了轰动一时的大事件，《纽约时报》等报社都将其作为头版新闻放出。当西奥多罗斯福被问到如何看待两位罗斯福家族的远房结合，他回答到：“能够看到家族的名字继续延续是一件值得欣喜的事。”两位新人在海德帕克初步的度过了一个星期的小蜜月，之后开始收拾装修位于纽约的居所。当年夏天，两位前往欧洲进行3个月的正式蜜月。
蜜月结束后，两人回到美国。他们在纽约的住所由富兰克林罗斯福的母亲提供。这栋房子是家族的第二套房产，从这里可以俯瞰纽约海德帕克地区的哈德逊河。
从这时起，埃莉诺·罗斯福与她控制欲很强的婆婆之间就已经产生了矛盾。罗斯福母亲给予两位新人的房子（位于市区）与她自己的房子之间只有一个小小的滑动门，莎拉（罗斯福母亲）在两人结婚头十年里经常在两间房子中活动，为此她向富兰克林·罗斯福解释道：“我不喜欢住在一个没有任何一部分属于我的房子里，在那里我什么也不可以做，任何东西都不能体现我生活的方式。”
莎拉同样对于抚养自己的孙子辈十分热衷，埃莉诺·罗斯福后来回忆道：“富兰克林的孩子往往更像是祖母的孩子，而不是我的。”埃莉诺罗斯福的长子 詹姆斯·罗斯福回忆起其祖母曾经这样告诉他们：“你们的妈妈只是生育了你们，我比起你们的妈妈来说，更像是你们真正的母亲。”
埃莉诺与富兰克林两人一共育有6子，他们是：
- 安娜·埃莉诺（英语：Anna Roosevelt Halsted）（1906年至1975年，享年69歲）
- 詹姆斯（英语：James Roosevelt）（1907至1991年，享年84歲）
- 小富蘭克林·德拉諾（1909年3月3日至1909年11月7日；在世僅249天）
- 埃利奥特（英语：Elliott Roosevelt）（1910年至1990年，享年80歲）
- 第二個小富蘭克林·德拉諾（1914年至1988年，享年74歲）
- 約翰·阿斯平沃爾（英语：John Aspinwall Roosevelt）（1916年至1981年，享年65歲）

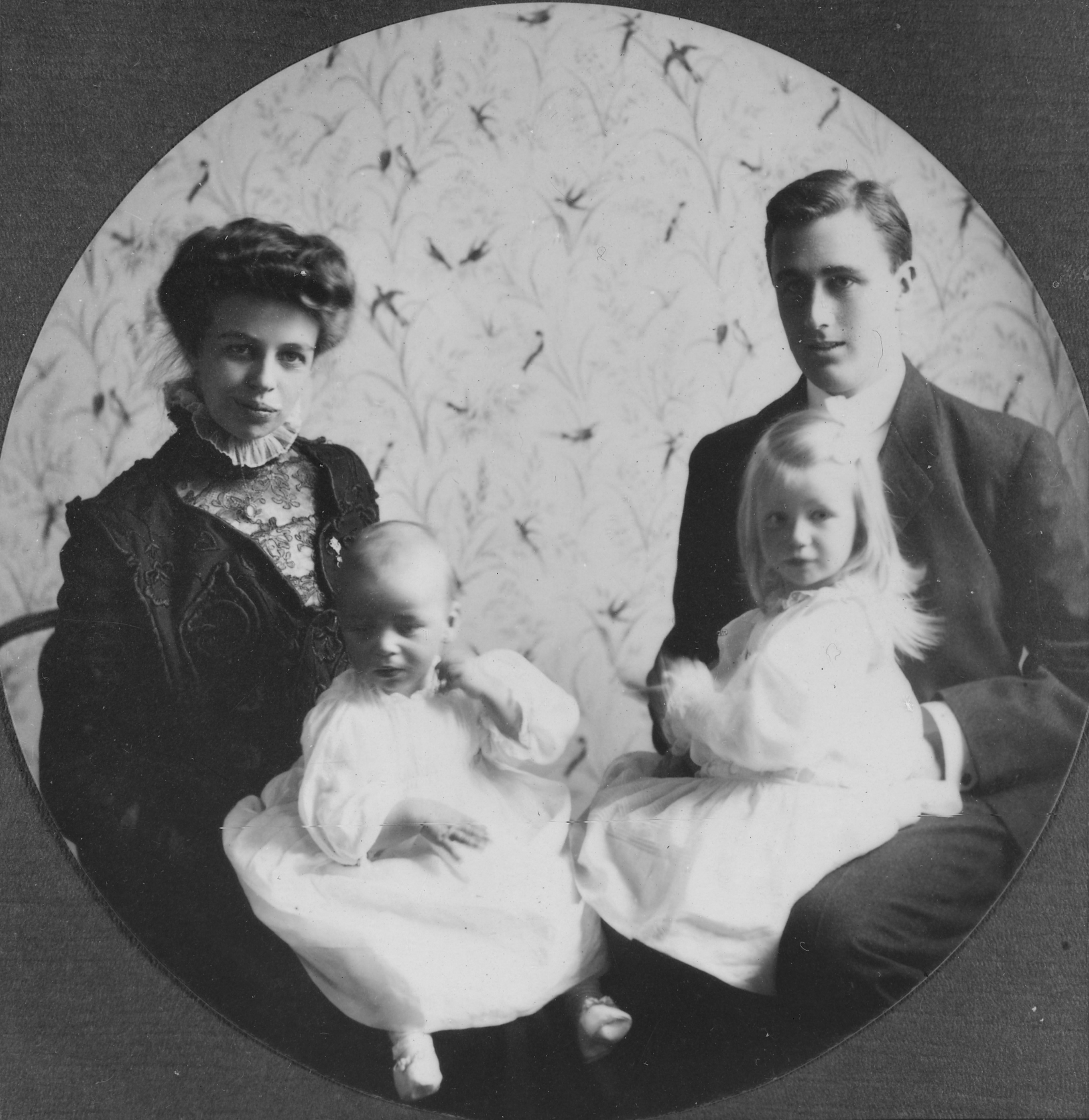
罗斯福夫妇与他们头两个孩子

尽管经过了六次身孕，但是埃莉诺罗斯福与丈夫的夫妻生活过得并不愉快，她曾经告诉自己的女儿安娜，认为这件事是“为了繁衍后代的苦差事”。同时她也发现自己对于当母亲没有什么感觉，她随后写道：“理解小孩的想法并且取悦它们，这对我来说并不是一件顺其自然的事。”
1918年9月，埃莉诺罗斯福在整理他的丈夫的西装时，她发现了自己的丈夫与他的社交秘书露西·默塞尔的一捆情书。罗斯福本人甚至已经在考虑为了自己的情人而与埃莉诺离婚。然而在他的政治顾问路易斯·豪与他的母亲的施压下，两人并未离婚。但他们的关系自那以后就更像是政治上的伙伴，而不是夫妻了。对婚姻感到幻灭的埃莉诺开始重新活跃在社交场合，将生活的重点放在了她的社会工作中，而不再是所谓的妻子的职责。
1921年8月，罗斯福一家前往加拿大的坎波贝洛岛度假，当时罗斯福正被确诊为因为小儿麻痹症而引发的中风症状。在他生病期间，埃莉诺罗斯福细心照料它，可以说真正意义上将罗斯福从死亡线上拉了回来。但是他还是永久性的下肢瘫痪了。后来，随着他的病情越来越清晰，埃莉诺莎拉又一次就罗斯福的未来进行了坚定地斗争，她劝罗斯福继续自己的政治生涯，而不是像他的妈妈说的那样退休去做个乡绅。富兰克林罗斯福本人十分看重的私人医生William Keen称赞了埃莉诺在这段罗斯福本人的艰难时刻中的牺牲与贡献，罗斯福后来评价说“她是我的女英雄。”
这也是埃莉诺与莎拉之间的漫长冲突的一个转折点，随着埃莉诺在社交场合如鱼得水，她渐渐脱离了莎拉的控制。随后两人之间关于埃莉诺政治上的朋友这一话题的冲突在家族建造瓦基爾（Val-Kill）的活动住宅时爆发了。埃莉诺自作主张的将这里命名为Val-Kill，在荷兰语中的意思是“瀑布涌出之地”。富兰克林罗斯福鼓励他的妻子埃莉诺将这座房子作为处理冬天时的诸多事物的工作场所。每年，当埃莉诺和诸多朋友一起在这里野餐聚会时，她的孙女Eleanor Roosevelt Seagraves往往会来帮助她。她一生都与自己的祖母非常亲近。Seagraves身为教育工作者和图书管理员的职业生涯中也熱衷為埃莉诺开创并支持和協助在许多的事业上面。
1924年，埃莉诺为民主党人Alfred E. Smith在纽约州的改选奔走，虽然后者最终当选，但这也造成了埃莉诺和自己的表兄弟小西奧多·羅斯福（Theodore Roosevelt, Jr）的决裂（他正是在此次竞选中被击败的共和党候选人）。改选结束后，埃莉诺的姨妈Anna "Bamie" Roosevelt公开与埃莉诺断绝关系，她在给自己儿子的一封信中谈到了自己的侄女，她说：“我只是不愿意看到埃莉诺让自己看起来像她想的那样。尽管她相貌平平，但她本来总是有一种迷人的魅力的。唉，自从政治成为她最感兴趣的事以来，她所有的魅力都消失了!”埃莉诺并没有理会来自自己姨妈的批评。但是最终，两人还是重归于好了。
埃莉诺的儿子 Elliott名下有很多书的著作权，在他的一系列神秘主题的书中她的妈妈曾经扮演过一个私家侦探。然而实际上这几本书是由William Harrington所作，这一情况一直持续到2000年William Harrington去世，而这时 Elliott已经去世10年了。Elliott同时又是《海德帕克的罗斯福》一书的作者，该书以高度私人化的视角揭露了罗斯福夫妇在海德帕克地区的生活，包括了罗斯福先生的两段婚外恋以及其最终坐上轮椅前后的相关细节。这本书发表于1973年，其中同时还包括很多富兰克林·德拉诺·罗斯福1932年竞选的细节，尤其是详细介绍了他与 Louis Howe的合作。这本书一经发表就受到了罗斯福家族的批评，Elliott同时也受到了表兄弟Franklin Delano Roosevelt Jr的谴责。家族中的另一位成员Franklin James与Bill Libby一起与1976年写了另一本相关传记作为对Eliott的回应。

### 其他社会关系
20世纪30年代，埃莉诺与传奇飞行员阿梅莉亚·埃尔哈特成为了很亲密的朋友。两人曾经一起结伴溜出白宫一起去外面的派對找乐子。埃莉诺在和艾尔哈特一起飞行之后，她甚至萌生了学习飞行的念头，但是很快就放弃了。富兰克林对于妻子想要成为飞行员这一想法并不感冒。尽管如此，这两位女士之间的友谊却一直得到维系直到去世。
埃莉诺和美联社记者萝莉娜希柯克同样有一段长久的感情，后者在罗斯福总统竞选的最后一个月时采访过她，从此两人一见如故。在这段时间，埃莉诺每天写10到15页的长信给她的Hick（昵称），而此时的希柯克则着手给这位第一夫人写传记。埃莉诺给西柯克的信充满了热情的告白，在富兰克林罗斯福1933年的就职典礼上，埃莉诺带上了西柯克此前送给她的一枚蓝宝石戒指。FBI负责人约翰·埃德加·胡佛与罗斯福夫妇之间常有分歧，他鄙夷埃莉诺的同性恋倾向以及她关于公民权利的坚持，相应的，罗斯福夫妇对于胡佛的监视策略依然保有反对态度。因此胡佛一直保留着大量的埃莉诺的个人资料，包括后来被胡佛试图用于敲诈埃莉诺的关于这段不洁恋情的相关证据。出于能够进一步的走进埃莉诺的生活的需要，西柯克辞退了美联社的工作，作为回应，埃莉诺则帮助她成为了罗斯福新政的一位调查员。
关于埃莉诺和西柯克之间的关系史学界始终保持争议，从当时的白宫的工作人员的表述中可以看出西柯克的确是一位同性恋者。学者们（包括莉莲·费德曼、黑兹尔·罗利）声称她们之间的关系已经有了“更深入的成分”，然而这一表述却被西柯克的传记作者桃乐丝·费伯嗤之以鼻，她认为这一个暧昧不清的表述对后来的史学界产生了误导。多丽丝·卡恩斯·古德温在她1994年发表的文章《埃莉诺罗斯福与西柯克之间的关系是否超出了拥抱与亲吻》（值得一提的是这边文章也获得了1994年的普利策奖）中的陈述并不能确定真实性。
但毫无疑问的是，埃莉诺本人的确是数个女同性恋情侣的好友，说明她的确是了解女同性恋关系是什么样的。玛丽苏·维施特，埃莉诺童年时的老师同样也是一位女同性恋者，而此人确实对埃莉诺后来的思想产生了很大的影响。法伯尔于1980年公开了部分埃莉诺与西柯克的通信记录，但最终他的结论是所谓的「热恋中的告白」不过是「迟来的女学生式的感情」，同时她也警告历史学家们不要被误导。但学者蕾拉杰·鲁普批评法伯尔的著作是“一个恐同症的专题研究”，同时她也指出在法伯尔的书中“一页又一页的证据都显示出两位女士之间日益深厚的情愫”。
也是在这一年，华盛顿传出了埃莉诺与新政的负责人之一哈里·霍普金斯的绯闻。两人在工作上有着密切的联系。同时埃莉诺与纽约州的警官厄尔·米勒有着亲密的关系，后者曾经被埃莉诺的丈夫任命为埃莉诺的贴身保镖。埃莉诺于1929年与米勒相识，这一年埃莉诺44岁，而米勒只有32岁。米勒成为了埃莉诺亲密的好友，他教会了她很多项运动，包括骑行与潜水等，同时也是埃莉诺的网球教练。传记作者Blanche Wiesen Cook在他的相关作品中认为，米勒是埃莉诺中年时期的第一个爱恋对象；Hazel Rowley认为“毫无疑问的是埃莉诺曾经爱上过米勒一段时间，但是他们两个人之间的差别使得其不可能产生绯闻”
同样是在这时，华盛顿也传出了埃莉诺的丈夫与自己秘书玛格丽特·勒翰德的地下恋情。历史学家写道“显然的，无论是埃莉诺还是罗斯福本人，两人都对这样的情况保持了默许与接受的态度，因为他们都是拥有强烈掌控欲的人，也都希望彼此的生活能够快乐，同时他们也意识到自己无法给对方提供对方想要的快乐。”据说罗斯福与米勒的关系一直持续到她1962年逝世。他们被认为每天会书信联系，但是没有留下任何证据。
在她的晚年生活中，埃莉诺与自己的私人医生David Gurewitsch有过一段私密的深交，但二人的关系只是属于非常要好的朋友。

### 入主白宫之前
1927年，埃莉诺牵帶頭与库克，迪克曼，卡洛琳女士一起建立了Val-Kill实业公司。她们于纽约民主党的女性分部相识。这家公司的总部坐落在海德公帕克。主要是由一系列小工厂组成，为当地的农民家庭提供额外的收入，营业的主要方向包括生产家具，白蜡，以传统方法制作的布匹等等。受到殖民复兴思潮的影响，大部分这里的产婆都是18世纪风格的。埃莉诺积极在各种场合推广这家实业公司。客观的说，这家公司并没有像埃莉诺想像的那样成为一个长久的项目，但是很多罗斯福新政的首创性政策都在这里经过了實驗性的试点。1938年，源于大萧条与身体健康上的状况限制，库克本人退出了合伙關係。也正是这个时期，埃莉诺将其中的一栋商店建筑改装成了一间小别墅，在1945年罗斯福去世之后，埃莉诺就一直居住在这里面。
1977年，埃莉诺的住所與周边181英尺的土地被国会正式指定为“埃莉诺·罗斯福故居国家历史遺跡”用以纪念與表彰「这位美国历史上杰出的女性代表」，在诸多方面做出的卓越贡献。

### 第一夫人时期
富兰克林·罗斯福于1933年3月4日正式就任第31任美国总统，埃莉诺也正式的成为了美国的第一夫人。在对20世纪以来所有的第一夫人有了解后，埃莉诺本人对这个新的身份感到十分沮丧。这一身份意味着她必须更加关注家庭生活以及女主人翁的身份。她的政治顾问卢·亨利·胡佛终止了她的作为一名女权主义者的诸多社会活动，将她的生活重心更多的放在了白宫。事实上，埃莉诺对第一夫人这个身份的抵触非常的明显，以至于她的传记作者希柯克把她的传记的副标题设置为 “不情愿的第一夫人”
在胡佛与希柯克的帮助下，埃莉诺重新认识了这个身份。她的传记作者Blanche Wiesen Cook的评价是：“埃莉诺成为了美国历史上的最有争议的第一夫人。”
尽管受到了多方批评，但是在丈夫的强力支持下，埃莉诺在作为第一夫人的同时依然维持着原先的生意与社会活动。而在当时并没有多少已婚女性能做到这一点。她是美国历史上第一位能够定时召开新闻发布会的总统家属，并且在1940年，成为了第一个对国会发表讲话的第一夫人。同时她也在新闻报纸上有自己的专栏评论，这也是历史首创。同时她还是第一个每个月定时写杂志专栏以及参与每周的广播节目。
在她丈夫第一年执政期间，埃莉诺的经济收入与自己的丈夫相当。她一年通过讲座以及写作的形式获得了45,000美元，其中大部分都被她赠予了慈善机构。到1941年，她每个月通过讲座可以获得1,000美金的收入，并且成为了美国大学优等生荣誉学会的荣誉会员，以表彰她的成就。
在埃莉诺入主白宫12年的时间里，她的日程安排一直非常紧张。她频繁的亲自出现在各种劳工会议中，向他们表达白宫对他们处境的关心。当时《纽约客》上有一副风靡一时的漫画，漫画中描绘了埃莉诺视察一座煤矿时的景象，一位工人从漆黑的地道中向上看去，对他身旁的工友说：“天哪，埃莉诺夫人来了！”
1933年，酬恤金进军事件爆发。先前对于这个事件，上届总统胡佛命令该集会自行解散，并且美国武装骑兵介入并且向退伍军人队伍投掷了催泪瓦斯。这次埃莉诺拜访了退伍老兵们的临时营地，倾听了他们的诉求并且与他们一起唱军歌。这次会见缓和了老兵与政府之间的紧张关系，其中一位示威者评论道“胡佛总统派来了军队，而罗斯福（总统）派来了他的妻子。”
同样在1933年，在她成为了第一夫人后，有一种新发现的杂交香水月季被冠以罗斯福的名号。
1937年，她开始着手进行自己自传的创作，最终于1961年完成。

### 美国青年大会与全国青年总署任职
美国青年大会（AYC）是一个旨在伸张青年权利的组织，建立于1935年。该组织致力于将《美国青年权利法案》推入国会，是一个政治性的组织。在埃莉诺的努力下，同年全国青年总署建立起来。该组织作为罗斯福新政的一项举措，旨在为16-25的青年提供更多的工作与受教育机会。奥布里·威利斯·威廉姆斯是全国青年总署的带头人，他是一位名声显赫的自由人士，来自阿拉巴马州，与埃莉诺罗斯福和哈里·霍普金斯关系密切。
在1930年代的数个演讲中，埃莉诺表达了她对于年龄歧视的忧虑，她说：“当我想到我们可能会失去这一代人时我感到非常恐惧，我们必须行动起来，推动这一代青年人进入社会，让他们意识到自己正在被需要。”1939年，戴斯特别委员会（后称众议院非美活动调查委员会）传唤了美国青年大会领袖，因为其同时参加了美国青年共产主义联盟。埃莉诺出席了庭审现场，并且随后邀请证人在逗留华盛顿期间居住在白宫。1940年1月10日，美国青年大会的成员在埃莉诺的邀请下，参加了一场举办于白宫上的餐会，会上罗斯福本人告诫他们不仅要反对与谴责纳粹主义，同时也要谴责一切独裁政权。但是却受到了一片嘘声。此后，很多年轻人将白宫视作The American Peace Mobilization (APM)的标志。1940年年末，尽管埃莉诺本人公开发表声明“我为什么依然相信青年大会”，但是美国青年大会依然被取缔了。而美国青年总署则与1943年同样被关闭。

## 著作
- 《This Is My Story》1937
- 《If you ask me》1946
- 《This I Remember》1949
- 《You Learn by Living》1960
- 《The Autobiography of Eleanor Roosevelt》1961
  - 《我一生的故事：埃莉诺 罗斯福自传》，中文版2023上海译文出版社
  - 《罗斯福总统夫人回忆录》，中文版2024金城出版社

### 引用
1. ↑  . National Park Service.   [2008-05-20]. （原始内容存档于2012-11-21）.
2. ↑  . National First Ladies' Library. Firstladies.org.   [2010-03-13]. （原始内容存档于2012-11-21）.
3. ↑  Lash, Joseph P. . W.W. Norton & Company. 1971: 48, 56, 57, 74, 81, 89–91, 108–10, 111–3, 145, 152–5, 160, 162–3, 174–5, 179, 193–6, 198, 220–1, 225–7, 244–5, 259, 273–6, 297, 293–4, 302–3. ISBN 1-56852-075-1.
4. ↑  Goodwin 1994，第94頁.
5. ↑  Goodwin 1994，第95頁.
6. ↑  Wiesen Cook, Blanche. . Viking. 1992. ISBN 978-0-670-80486-3.
7. ↑  . The Eleanor Roosevelt Papers Project at George Washington University.   [2012-11-24]. （原始内容存档于2012-11-24）.
8. ↑  de Kay 2012，第32頁.
9. ↑  Rowley 2010，第94–95頁.
10. ↑  Rowley 2010，第128頁.
11. ↑  Goodwin 1994，第26頁.
12. ↑  Goodwin 1994，第10, 133頁.
13. ↑  Goodwin 1994，第85頁.
14. ↑  Cook 1999，第132頁.
15. ↑  Rowley 2010，第294頁.
16. ↑  Glendon 2001，第31頁.
17. ↑  . The New York Times. 1962-11-08  [2012-12-07]. （原始内容存档于2012-12-07）.
18. ↑  . The Gallup Organization. 1999-12-31  [2008-05-20]. （原始内容存档于2012-11-21）.